# جماعة تشاور (إنترنت)
جماعة التشاور (بالإنجليزية: discussion group)‏ هي مجموعة من الأفراد، عادةً يشتركون في نفس الاهتمامات، ويجتمعون إما رسميًا أو غير تطوعياً لمناقشة الأفكار أو حل المشكلات أو إبداء التعليقات. الطرق الشائعة للمحادثة بما في ذلك الاجتماع شخصيًا أو إجراء
مكالمات جماعية أو استخدام الرسائل النصية أو استخدام موقع ويب مثل منتدى الإنترنت . يقوم الأشخاص بالرد، وإضافة التعليقات، ونشر المنشورات في مثل هذه المنتديات، وكذلك في القوائم البريدية القائمة، أو في مجموعات الأخبار، أو في قنوات بروتوكول الدردشة عبر الإنترنت. ويمكن لأعضاء المجموعة الآخرين اختيار الرد عن طريق نشر نص أو صورة.

## لمحة تاريخية قصيرة
طوّرت مجموعة نقاش من يوزنت والتي تعود إلى أوائل الثمانينيات. حيث أسس عالما الكمبيوتر، جيم إليس وتوم تروسكوت، فكرة وضع نظام من القواعد لإنتاج "مقالات"، ثم إرسالها مرة أخرى إلى مجموعة يوزنت الإخبارية [الإنجليزية] الموازية. بشكل أساسي، أنشئت مجموعة التشاور حول مفهوم يوزنت، والذي أكد على طرق الاتصال عبر البريد الإلكتروني ومنتديات الويب . وتدريجيًا، طوّر يوزنت ليكون نظامًا للقنوات التي توفر الإخطارات و"المقالات" لتلبية احتياجات الجمهور العام. في الوقت الحاضر، تأخذ شبكة الويب العالمية بشكل تدريجي دورًا رئيسيًا في دعم وتوسيع المنصات لمجموعة التشاور على الإنترنت من خلال إعداد خوادم ويب مختلفة.

## نظرة عامة على أنظمة مجموعات التشاور الشائعة عبر الإنترنت

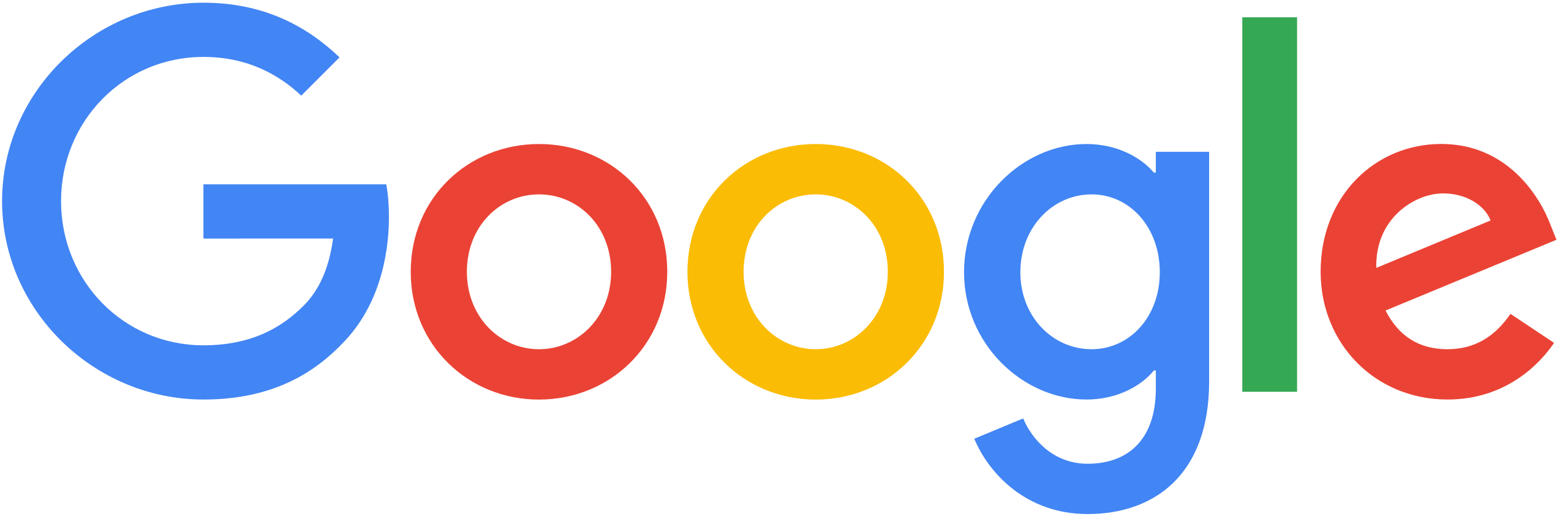

### مجموعات جوجل
أصبحت مجموعات جوجل واحدة من المجموعات التشاورية عبر الإنترنت الرئيسية، مع وجود عدد كبير من المستخدمين الدائمين في جميع أنحاء العالم. تتضمن الميزات:
- قدرة أي شخص على إنشاء مجموعات جديدة والانضمام إلى المجموعات الموجودة.
- القدرة على البحث عن المجموعات التي تركز على موضوع معين، بالإضافة إلى ميزات البحث المتقدمة التي ت سمح بتصفية نتائج البحث حسب التاريخ واللغة ومؤلف المنشور، من بين أمور أخرى.[5]
- ثلاثة مستويات للمشاركة الجماعية: عامة، إعلانات فقط، ومقيدة.[6]

### مجموعات الفيسبوك
تسهّل مجموعات فيسبوك العمليات وتحمي خصوصية المستخدمين عند التفاعل مع الآخرين. يمكن للمستخدمين إنشاء مجموعة وتفويض المشرفين عليها.[محل شك] يمكن لمشرفي المجموعة إجراء مجموعة من التعديلات على صفحة المجموعة، مثل تغيير صورة الغلاف والإشراف على المنشورات والتعليقات وتثبيت المنشورات حتى تظهر بشكل دائم في أعلى صفحة المجموعة. كما يمكن للمشرفين إنشاء أحداث المجموعة والتحديثات الإخبارية وإدارة أعضاء المجموعة. بشكل افتراضي، تكون المجموعات عامة، ويمكن لأي شخص الانضمام إليها بتقدير المشرفين على تلك المجموعة. ومع ذلك، يمكن وضع علامة على المجموعات على أنها خاصة - ولا يمكن للمستخدم الانضمام إلى مثل هذه المجموعات إلا إذا أرسل له دعوة عضو موجود. يستطيع المستخدم الفرد الانضمام إلى حد أقصى 6000 مجموعة.

### مجموعات واتساب
واتساب هو تطبيق تراسل يستخدم على الهواتف المحمولة ويحتوي على ميزات محادثات جماعية. يمكن للمستخدمين إنشاء محادثات جماعية لتسهيل المناقشات الجماعية. وبشكل افتراضي، يكون جميع أعضاء المجموعة مشرفين على هذه المجموعة، ولكن يمكن تغيير ذلك بتقدير أي مشرف موجود. لدى المشرفين القدرة على تغيير اسم المجموعة، وإضافة وإزالة الأعضاء، وحذف الرسائل التي أرسلت إلى المجموعة.

## المزايا
- يأتي تنفيذ مجموعات جوجل مع مزاياها الخاصة. بالنسبة للمستخدمين المتنوعين، فإنه يوفر خدمة ترجمة اللغات على نطاق واسع، مما يساعد على تقديم طريقة أفضل للتواصل بشكل فعال مع الناس في مختلف البلدان. بالنظر إلى السعة التخزينية، يتمتع أحد أعضاء المجموعة بـ "100 ميغا بايت" بينما لا توجد قيود على المجموعة بأكملها. إنه يوفر الراحة لأعضاء المجموعة الذين يعملون في المشاريع التي تحتاج إلى مساحة تخزين أكبر بكثير من الملفات العادية، على سبيل المثال، العروض التقديمية.[9] أشارت الدراسات التي أجراها كوشين وكيتشنر إلى أن فيسبوك يوفر للمستخدمين في مجموعات التشاور فرصًا أكبر لنشر المحتوى المتعلق بـ "القضايا الاجتماعية والسياسية والرياضية".[10] بالنسبة لمستخدمي واتساب، توفر خدمة الاتصال متعة لمشاركة الأفكار بتكلفة منخفضة نسبيًا. من الناحية المثالية، عززت جودة الاتصال فيما يتعلق بحفظ السجلات والأمان والموثوقية.[11]
- عادة ما تؤرشف المعلومات الموجودة في مجموعات التشاور. على سبيل المثال، مجموعات جوجل (المعروفة سابقًا باسم ديجا نيوز ) هي أرشيف لمقالات يوزنت التي تعود إلى عام 1981.[3] تعد أرشيفات مجموعات التشاور أحيانًا طريقة فعالة للعثور على إجابة لأسئلة غامضة للغاية.

## أكاديمياً
- تتفاوض مجموعة صغيرة من المهنيين أو الطلاب بشكل رسمي أو غير رسمي حول موضوع أكاديمي في مجالات معينة. ويمكن النظر إلى هذا التنفيذ على أنه تحقيق أو بحث يعتمد على مستويات أكاديمية مختلفة. على سبيل المثال، ينقسم "مائة وثمانين طالب علم نفس على مستوى الكلية" إلى مجموعات مختلفة للمشاركة في إعطاء ترتيب منظم للأحداث المفضلة.[12] ومع ذلك، يمكن لمجموعات التشاور دعم الخدمات المهنية وعقد فعاليات لمجموعة من الديموغرافيات؛ مثال آخر مميز هو من "مجموعة مناقشة قياس الطيف الكتلي البيولوجي في لندن"، والتي تعمل بشكل مستدام من خلال جمع "الفنيين والأطباء والأكاديميين والصناعيين والطلاب" لتبادل الأفكار على المستوى الأكاديمي.[13] ويعزى إلى تنمية المهارات المعرفية والتفكير النقدي والتحليلي للمشاركين.

## أنظر أيضاً
- نظام لوحة الإعلانات
- غرفة الدردشة
- تقانة تعليم
- منتدى الإنترنت
- شبكة اجتماعية
- مجموعة مستخدمين